# Saramon
Saramon – miejscowość i gmina we Francji, w regionie Oksytania, w departamencie Gers.
Według danych na rok 1990 gminę zamieszkiwało 661 osób, a gęstość zaludnienia wynosiła 51 osób/km² (wśród 3020 gmin regionu Midi-Pireneje Saramon plasuje się na 488. miejscu pod względem liczby ludności, natomiast pod względem powierzchni na miejscu 888.).